# Paul Ordner
Paul Ordner, né le 27 décembre 1901 dans le 10e arrondissement de Paris et mort le 15 octobre 1969 à Neuilly-sur-Seine, est un illustrateur et dessinateur de presse français.

## Biographie
Paul Serge Roger Ordner, issu d'une famille juive originaire de Pologne, naît le 27 décembre 1901 dans le 10e arrondissement de Paris du mariage de Salomon Ordner, commissionnaire en marchandise, et de Régina Lautmann. Il épouse, en premières noces, Colette Dreyfus en 1925 dans le 16e arrondissement de Paris. Ils ont un fils, Jean. Il divorce et épouse, en secondes noces, Renée Ruper en 1948 dans le 17e arrondissement de Paris,. Il a un frère, Raymond Ordner  (d), qui est comme lui dessinateur de presse, puis auteur-compositeur de musique avec sa sœur Jeanne Ordner  (d) dite Pinky, ils signent leurs compositions Ray Pinky-Ordner. 
Il commence sa carrière professionnelle, sur les recommandations de son frère Raymond, comme employé à la Bourse de Paris, mais sa passion pour le dessin lui fait réaliser ses premiers pas dans le dessin de presse, et ses premiers dessins paraissent en 1923 dans L'Illustration. Toujours aidé par son frère Raymond, il publie dans l'Intransigeant, Le Matin, Paris-Soir, Le Rire, Le Petit Parisien, Ric et Rac…
Il montre une capacité à figurer le mouvement et l’intensité du combat sportif. Pour travailler, il écrit des notes à partir desquelles il réalise ses dessins, de mémoire, de retour à son atelier.
Rapidement, il s'oriente vers le dessin sportif et, dès 1931, illustre les affiches et programmes des épreuves du vélodrome d'Hiver, du tournoi de Roland-Garros et de combat de boxe de la salle Wagram à Paris. En 1932, il dessine  pour d'autres revues comme Rugby, Le Sportsman, et Le Miroir du Monde dont il devient journaliste. Il réalise les campagnes publicitaires, sur la thématique du sport, de la marque Suze. Il est ainsi rapidement le dessinateur attitré de plus d'une vingtaine de journaux de grande diffusion. 
À partir de 1935, il réalise les affiches publicitaires pour la Compagnie des chemins de fer de Paris à Lyon et à la Méditerranée.
À la suite de la montée du nazisme, afin de dénoncer l'antisémitisme, ses dessins parus dans Le Rire sont de plus en plus violents, montrant même des caricatures peu avantageuses d'Adolf Hitler. Ses dessins, dénonçant ce qui se passe dans l'Allemagne nazie, dans le journal Marianne sont signés du pseudonyme Rendro (son nom inversé). Cela lui occasionnera des ennuis pendant la Seconde Guerre mondiale.
Il continue à réaliser des dessins publicitaires pour de nombreuses marques comme Kervoline, Castex, les cigarettes Week-end, le Bazar de l'Hôtel de ville etc. 
Lorsque la Seconde Guerre éclate , il est mobilisé et se retrouve en Moselle au 174e régiment d'artillerie lourde portée. Recherché par les Allemands, pour les raisons évoquées plus haut, il se réfugie d'abord en zone libre puis, avec l'arrivée des troupes allemandes, dans un petit village des Alpes, Saint-Crépin.
En 1945 il réalise, avec Albert Dubout, l'affiche du film Le Dictateur que l'on peut voir, place de Clichy, au cinéma Gaumont Palace. En 1946 il reprend son activité dans les journaux sportifs, se lance dans la bande dessinée et réalise des affiches pour des partis politiques. 
Entre 1947 et 1966, il réalise une cinquantaine de couvertures pour le mensuel Le Chasseur français.
En 1949, il dessine des couvertures pour France Football, réalise des dessins pour L'Équipe et commence sa collaboration avec les éditions Larousse en créant pour le dictionnaire des planches entières consacrées au sport. De 1951 à 1955, il est présent dans le Le Miroir des sports avec des portraits d'athlètes, et il dessine également pour L'Équipe junior. À partir de 1956, il dessine pour les hebdomadaires nationaux comme Radar, La Semaine du Monde et France Dimanche. À partir de 1957, il réalise les couvertures de la presse enfantine des Éditions Mondiales comme L'Intrépide, Aventures Boum, Old Bridger, Joé Texas, Hurrah ! et Tom Nickson. 
Étant ami du duc et de la duchesse de Windsor, il a l'occasion de réaliser des cadrans de montre, pièces uniques offertes en cadeau à la famille royale d'Angleterre.
Vers la fin de sa vie, avec l'arrivée de la photographie, dessinant de moins en moins pour la presse sportive, il va exercer son talent aux éditions Photochrom à Toulouse en publiant des cartes postales humoristiques. En 1969 il participe, en dessinant quelques footballeurs, à la renaissance de l'hebdomadaire But !.
Il meurt le 15 octobre 1969 à Neuilly-sur-Seine.

## Œuvres

### Œuvres iconographiques
- Affiches pour les films
- L'Homme aux mains d'argile réalisé par Léon Mathot en 1949
- Mission à Tanger réalisé par André Hunebelle en 1949
- Le Bataillon du ciel réalisé par Alexandre Esway en 1947
- Le Mariage de Ramuntcho réalisé par Max de Vaucorbeil sorti en 1947
- Arènes sanglantes réalisé par Rouben Mamoulian en 1941
- Le Dictateur réalisé par Charlie Chaplin en 1940
- Autres domaines
- Marcel Cerdan contre Holman Williams (1946)
- Pour la liberté, votez socialiste SFIO (1946)
- Sécurité... Votez socialiste SFIO (1946)
- Avenir, Passé. Sois jeune... vote socialiste SFIO (1946)
- La Voie du bon sens, Paysans votez socialiste SFIO (1946)
- Histoire d'Hitler, Germania et Cie (1945)[6]

### Œuvres musicales
- Hardi les p'tits gars ! (1935) avec Paul Ordner comme Illustrateur[6]

### Œuvres textuelles
- Les marcassins (1965) avec Paul Ordner comme Illustrateur
- Kopa, Coppi, et autres champions (1961) avec Paul Ordner comme Illustrateur
- Le Château des loups (1961) de Henri Pourrat avec Paul Ordner comme Illustrateur
- Recueil. Dossiers biographiques Boutillier du Retail. Documentation sur Joseph Goebbels (1932) avec Paul Ordner comme dessinateur de l'œuvre reproduite[6]

## Pour approfondir